# Томашевский, Стефан Станиславович
Стефан Станиславович Томашевский (1 января 1913, Чистяково, область Войска Донского — 1980-е, Москва) — машинист врубовой машины Лутугиновского шахтоуправления треста «Чистяковантрацит» Министерств угольной промышленности Украинской ССР, Сталинская область. Герой Социалистического Труда (1957).

## Биография
Родился 1 января 1913 года в шахтёрской семье в посёлке Чистяково (сегодня — Торез). После получения начального образования трудился на шахте в родном посёлке. С июня 1941 года участвовал в Великой Отечественной войне. Воевал в составе батареи отдельного артиллерийского дивизиона 255-й бригады морской пехоты. После демобилизации возвратился на Донбасс, где продолжил трудиться на шахте имени Лутугина (позднее — Лутугинское шахтоуправление) треста «Чистяковантрацит». В течение двух пятилеток ежегодно показывал высокие трудовые результаты при добыче угля.
Досрочно выполнил личные социалистические обязательства и плановые задания Пятой пятилетки (1951—1955) и первого года Шестой пятилетки (1956—1960). Указом Президиума Верховного Совета СССР от 26 апреля 1957 года удостоен звания Героя Социалистического Труда за «выдающиеся успехи, достигнутые в деле развития угольной промышленности в годы пятой пятилетки и в 1956 году».
С 1968 года — персональный пенсионер союзного значения. Умер в 1980-х годах в Москве.

## Награды
- Герой Социалистического Труда
- Орден Ленина
- Медаль «За боевые заслуги» (11.04.1943)
- Медаль «За трудовое отличие» (28.10.1949)
- Медаль «За победу над Германией в Великой Отечественной войне 1941—1945 гг.» (09.05.1945)
- Знак «Шахтёрская слава» III степени.